# Це я — дурочка
«Це я — дурочка» («Это я — дурочка») — радянський художній фільм 1991 року, знятий режисером Зарієм Хухімом.

## Сюжет
Двадцятитрирічна простодушна Олена, яка живе тихо і непомітно, вирішує раптом, на диво всім, народити дитину. З цією метою вона шукає у своєму оточенні відповідну кандидатуру. Коли ж її мета досягнута — виникає питання: хто ж батько дитини.

## У ролях
- Ольга Ніколаєва — головна роль
- Світлана Ватаманюк — головна роль
- Олександр Вдовін — головна роль
- Мартірос Кещян — роль другого плану
- Катя Батанова — роль другого плану
- Ніка Ганіч — роль другого плану
- Тетяна Чорноп'ятова — роль другого плану
- Ольга Григор'єва — роль другого плану
- Маріанна Кузнецова — роль другого плану
- Катерина Мучкаєва — роль другого плану
- Амурбек Гобашиєв — роль другого плану
- Володимир Рябцев — роль другого плану
- Василь Пушкарьов — роль другого плану
- Клара Чібісова — роль другого плану
- Вадим Андрєєв — роль другого плану
- Георгій Єпіфанцев — роль другого плану
- Валерій Немешаєв — роль другого плану
- Геннадій Петров — роль другого плану
- Олександр Чорних — роль другого плану
- Зінаїда Щеннікова — роль другого плану
- Марія Велічкіна — епізод
- Світлана Чачава — співробітниця

## Знімальна група
- Режисер — Зарій Хухім
- Сценаристи — Лариса Жерневська, Анна Саєд-Шах
- Оператор — Георгій Козельков
- Композитор — Володимир Корчагін
- Художник — Петро Горбачов